# Korejská strana práce
Korejská strana práce (nebo též Strana práce Severní Koreje) je vládnoucí komunistická politická strana v Severní Koreji. Obecně je vnímána podobně jako komunistické strany jako krajně levicová[zdroj?], někteří, jako třeba profesor Brian Reynolds Myers, ji však za levicovou nepovažují.
Stranu založil severokorejský vůdce Kim Ir-sen v roce 1945, který vykonával od roku 1949 funkci jejího generálního tajemníka až do své smrti v roce 1994. Po tříletém interregnu, kdy nebyl úřad obsazen, jej nahradil Kim Čong-il. Po jeho skonu nastoupil v dubnu 2012 do čela strany nejmladší syn Kim Čong-un.
Oficiální stranickou doktrínou je čučche.

## Sjezdy a konference
Nejvyšším orgánem strany je sjezd.
Sjezdy
- 1. sjezd (28.–30. srpna 1946)
- 2. sjezd (27.–30. března 1948)
- 3. sjezd (23.–29. dubna 1956)
- 4. sjezd (11.–18. září 1961)
- 5. sjezd (2.–13. listopadu 1970)
- 6. sjezd (10.–14. října 1980)
- 7. sjezd (6.-9. května 2016)
- 8. sjezd (5.-10. ledna 2021)

Konference
- 1. konference (3–6. března 1958)
- 2. konference (5–10. října 1966)
- 3. konference (28. září 2010)
- 4. konference (11. dubna 2012)

## Seznam vůdců strany
- Kim Tu-bong (1946–1949)
- Kim Ir-sen (1949–1994)
- úřad neobsazen (1994–1997)
- Kim Čong-il (1997–2011)
- Kim Čong-un (2012–dodnes)